# Oathmademedoit
Kevin J. Goedhart (Paramaribo, 22 juni 1995), beter bekend onder zijn artiestennaam Oathmademedoit; ook wel Oath, is een Surinaams muziekproducent en componist.

## Biografie
Goedhart is geboren in Paramaribo. Zijn vader is ook muzikaal en zijn muziekspel inspireerde hem om op latere leeftijd ook zelf muziek te maken. Op vijfjarige leeftijd werd hij op muziekles ingeschreven door zijn moeder. Hij kreeg privé pianolessen tot zijn zestiende.
Van het produceren en componeren van nummers had Oath niet veel kennis. In een interview met BNNVara's 101Barz gaf hij aan dat zijn vader hem de basisinstrumenten gaf om dit verder te ontwikkelen. Hij keek op tegen de Nederlandse muziekindustrie, maar geloofde wel in zijn eigen kunnen om daar naartoe te werken. Op een gegeven moment begon hij ook met muziek componeren.
In 2017 tekende hij als eerste Surinaamse producer bij het label Top Notch.
In 2019 wist Oath zijn eerste nummer 1 Hit notering binnen Nederland te realiseren. Met het nummer Scooter dat hij heeft gecomponeerd voor de artiesten Yssi SB, Adf Samski, Qlas & Blacka en Ashafar stond hij twee weken op de nummer 1-positie binnen de Nederlandse Top 100.

## Discografie

### Singles
| Titel      | Artiest | Featuring     | Verschenen      | Label                   |            |      |          |                  |                         |
| ---------- | ------- | ------------- | --------------- | ----------------------- | ---------- | ---- | -------- | ---------------- | ----------------------- |
| Titel      | Artiest | Featuring     | Verschenen      | Label                   | Cinderella | Oath | Ocs      | 21 mei 2021      | OJ Family Entertainment |
| Titel      | Artiest | Featuring     | Verschenen      | Label                   | Lifestyle  | Ocs  | Oath, KM | 2 september 2021 | OJ Family Entertainment |
| Nonchalant | Oath    | Ocs, Bryan Mg | 20 januari 2022 | OJ Family Entertainment |            |      |          |                  |                         |

### Producties
| Single                | Artiest        | Featuring                   | Album               | Label                   | Verschenen |
| --------------------- | -------------- | --------------------------- | ------------------- | ----------------------- | ---------- |
| Amigo                 | Leafs          | -                           | -                   | Noah's Ark              | 2018       |
| Soldaat               | Jonna Fraser   | Big Tobz                    | Lion                | Noah's Ark              | 2018       |
| Boos                  | Jonna Fraser   | LouiVos                     | Lion                | Noah's Ark              | 2018       |
| Batman                | Ronnie Flex    | Alec Petrus & James Francis | Nori                | Topnotch                | 2018       |
| Rest of my life       | Makkie         | I Am Aisha                  | x                   | Avalon                  | 2018       |
| Ends                  | Dylisa         | Défano Holwijn              | x                   | Artsounds               | 2019       |
| Enough                | Roxy Rosa      | -                           | x                   | OJ Family Entertainment | 2019       |
| Pull Up               | Roxy Rosa      | -                           | See Joy             | OJ Family Entertainment | 2020       |
| Lit ben               | Roxy Rosa      | -                           | See Joy             | OJ Family Entertainment | 2020       |
| Changes               | Roxy Rosa      | -                           | See Joy             | OJ Family Entertainment | 2020       |
| Lobi                  | Roxy Rosa      | -                           | See Joy             | OJ Family Entertainment | 2020       |
| Niet Nodig            | Roxy Rosa      | Défano Holwijn              | See Joy             | OJ Family Entertainment | 2020       |
| Dior je               | Roxy Rosa      | KM, Chivv, Quincy Promes    | See Joy             | OJ Family Entertainment | 2020       |
| Hypnotize             | Kevcody        | Jhorrmountain               | Lockdown            | Artsounds               | 2020       |
| Verdwalen             | Kevcody        | Mell                        | Lockdown            | Artsounds               | 2020       |
| Dilemma's             | Terry          | -                           | x                   | OJ Family Entertainment | 2020       |
| Commentaar            | DjagaDjaga     | Jack                        | Chakutu             | OJ Family Entertainment | 2020       |
| Wie Wil Mijn Hart     | Défano Holwijn | -                           | x                   | x                       | 2020       |
| Leef als dit          | Ocs            | DjagaDjaga                  | x                   | OJ Family Entertainment | 2020       |
| Voor die Do           | Ocs            | -                           | x                   | OJ Family Entertainment | 2020       |
| Maria                 | Ocs            | -                           | x                   | OJ Family Entertainment | 2020       |
| Voor Mij              | Ocs            | -                           | Scofield            | OJ Family Entertainment | 2020       |
| Out of Town           | Ocs            | KM, Quincy Promes, Navi     | Scofield            | OJ Family Entertainment | 2020       |
| Dieper                | Ocs            | DjagaDjaga                  | Scofield            | OJ Family Entertainment | 2021       |
| Vallen en Opstaan     | Ocs            | Rich Kalashh                | Scofield            | OJ Family Entertainment | 2021       |
| Famous                | Ocs            | Jonna Fraser                | Scofield            | OJ Family Entertainment | 2021       |
| Hold On               | Ocs            | Mell                        | Scofield            | OJ Family Entertainment | 2021       |
| N.I.A.                | Ocs            | Sevn Alias                  | Scofield            | OJ Family Entertainment | 2021       |
| Andere Life           | Ocs            | -                           | Scofield            | OJ Family Entertainment | 2021       |
| Jongentjes uit zuid   | Qlas & Blacka  | Yssi SB                     | Jongentjes uit zuid | 24                      | 2021       |
| Hoe 't kan            | Qlas & Blacka  | Yssi SB                     | Jongentjes uit zuid | 24                      | 2021       |
| Shanks Down           | Qlas & Blacka  | KM                          | Jongentjes uit zuid | 24                      | 2021       |
| GTA Life              | Chardy         | Ocs                         | x                   | Un4Gettable Music       | 2021       |
| Money Power & Respect | Chardy         | -                           | x                   | Un4Gettable Music       | 2021       |
| Na Ny-am              | Valsbezig      | -                           | 4Life               | Topnotch                | 2021       |
| Summer                | Zefanio        | -                           | x                   | Avalon                  | 2021       |
| Ai Anga Ai            | Sevn Alias     | Oomto                       | Six Summers         | 1Oak                    | 2021       |
| Mud                   | Sevn Alias     | Cor                         | Six Summers         | 1Oak                    | 2021       |
| Ghetto Superstar      | Bryan Mg       | -                           | Bryan               | Strikers                | 2021       |
| Undercover            | Yxng Le        | Jandro                      | x                   | 777                     | 2021       |
| XTND000               | Eves Laurent   | -                           | #DINVDC             | x                       | 2021       |
| California            | D'one          | -                           | Game Plan           | x                       | 2021       |
| Intern                | Cho            | Idaly                       | Chosen              | New Vintage College     | 2021       |
| Special               | Cho            | -                           | Chosen              | New Vintage College     | 2021       |
| Risico's              | Priceless      | V.A.                        | Culture Tape        | Culture Entertainment   | 2021       |
| Altijd                | Priceless      | KM, Ocs, Young Ellens       | Culture Tape        | Culture Entertainment   | 2021       |
| Scooter               | Yssi SB        | V.A.                        | Nooit Gedacht       | Quatro Vision           | 2021       |
| Lifestyle             | Ocs            | Oath,KM                     | x                   | OJ Family Entertainment | 2021       |
| Cinderella            | Oath           | Ocs                         | x                   | OJ Family Entertainment | 2021       |
| Know You              | wewantwraiths  | -                           | x                   | WWW Entertainment       | 2021       |
| French Kiss           | wewantwraiths  | -                           | x                   | WWW Entertainment       | 2021       |
| Question us           | wewantwraiths  | -                           | x                   | WWW Entertainment       | 2021       |
| Bottega Mami          | Frenna         | Jonna Fraser                | Championships       | Topnotch/777            | 2021       |
| Het is Simpel         | Jonna Fraser   | Frenna                      | Championships       | Topnotch/777            | 2021       |
| Dangerous             | Mell           | Ocs                         | x                   | OJ Family Entertainment | 2021       |
| Intentie              | Ocs            | La Rouge                    | Gangsterlove        | OJ Family Entertainment | 2021       |
| Niet Genoeg           | Burleson       | Oathmademedoit              | x                   | OJ Family Entertainment | 2021       |
| I Got A Call          | Roxy Rosa      | -                           | x                   | OJ Family Entertainment | 2021       |
| Fear Of God           | Burleson       | -                           | x                   | OJ Family Entertainment | 2022       |
| Meuda                 | Tiakola        | -                           | Melo                |                         | 2022       |
| Shawty Is The Baddest | Ocs            | Yxng Le                     | Gangsterlove        | OJ Family Entertainment | 2022       |
| Calling Me            | Ocs            | Sandro                      | Gangsterlove        | OJ Family Entertainment | 2022       |
| Every time            | Ocs            | Broederliefde               | Gangsterlove        | OJ Family Entertainment | 2022       |
| Heart On Ice          | wewantwraiths  | -                           | Heartbreak Child    | WWW Entertainment       | 2022       |
| Take Time             | Mell           | -                           | x                   | OJ Family Entertainment | 2023       |
| Het Duister           | Yurmaine       | -                           | x                   | OJ Family Entertainment | 2023       |
| Pray Voor Morgen      | Eves Laurent   | Ocs                         |                     | x                       | 2023       |
| 3 Panamera            | Ardian Bujupi  | -                           | x                   | x                       | 2023       |
| In de 4               | Henkie T       | -                           | Starlife            | Quatro Vision           | 2023       |
| Drink Te Veel         | Burleson       | -                           | x                   | OJ Family Entertainment | 2023       |